# 부여 동헌
부여 동헌(扶餘 東軒)은 대한민국 충청남도 부여군에 있는, 조선시대 부여현의 관아 건물이다. 1982년 8월 3일 충청남도의 유형문화재 제96호로 지정되었다.

## 개요
조선시대 부여현의 관아 건물로 동헌·객사·내동헌 등이 남아있다. 동헌은 당시 부여현의 공사를 처리하던 곳으로, 고종 6년(1869)에 지었고 1985년에 크게 수리하였다.
동헌은 앞면 5칸·옆면 2칸의 규모이며, 지붕 옆면이 여덟 팔(八)자 모양인 화려한 팔작지붕집이다. 지붕 처마를 받치면서 장식도 하는 공포를 짜지 않은 민도리집으로, 앞면 5칸·옆면 2칸의 규모이다. 왼쪽 3칸은 대청으로 판벽을 치고 문을 달았으며, 오른쪽 2칸은 온돌방을 들이고 앞쪽에 툇마루를 놓았다. ‘초연당(超然堂)’이라는 현판이 결려 있으며 ‘제민헌’이라고도 한다.
동헌과 같은 해에 지은 객사는 왕명을 받들고 내려오는 관리를 접대하고 유숙시키던 곳으로, 정당과 익실을 두었다. 중앙에 한층 높게 세운 정당은 앞면 3칸·옆면 2칸의 규모이며 지붕 옆면이 사람 인(人)자 모양인 맞배지붕집이다. 그 좌우에 있는 동서익실은 앞면 3칸·옆면 2칸의 팔작지붕집이다. 정당의 대청에는 궐패를 모셨고, 익실에는 온돌방을 들였다. 박물관 진열실 등으로 사용하면서 내부가 변형되었으나 기본 구조는 남아있다. 정당 처마에는 봉황머리와 연꽃봉오리를 조각하였다. 부풍관이라고도 하며 지금은 ‘백제관(百濟館)’이라는 현판이 걸려 있다.
현감의 처소인 내동헌은 앞면 5칸·옆면 2칸의 팔작지붕집으로, 3칸의 대청과 그 양쪽에 1칸씩 온돌방을 들였다. 백제시대의 주춧돌과 기단석을 사용하여 건물을 지었으며, 정원에는 지금도 백제시대의 것으로 보이는 석재들이 많이 있다.

## 참고 자료
- 부여동헌 - 국가유산청 국가유산포털